# Xixime
Xixime (Jijime), jedno od 4 glavna plemena Acaxee Indijanaca, porodica Taracahitian, koje je obitavalo na gornjim tokovima rijeka San Lorenzo, Piaxtla, Presidio i Baluarte u meksičkim državama Durango i Sinaloa. Xixime su se dalje dijelili na 3 lokalne skupine, to su Aibine, Hine na Río Piaxtla) i Hume na rijekama Presidio i Baluarte. 
Španjolski misionar i povjesničar Andrés Pérez De Ribas smatrao ih je ljudožderima
. Živjeli su životom sličnom onom što su ga provodili Acaxee. Bili su organizirani po malenim zajednicama (proširene obitelji) koje su živjele na velikom prostoru. Sadili su grah, kukuruz, tikvice, i drugo usput se baveći lovom, ribolovom i sakupljanjem divljih plodova. Stare kronike govore da je za razliku od Acaxeeja i Cahita, kod Xixima ljudsko meso bilo uobičajen oblik hrane, no za ovo nema arheoloških dokaza sve do najnovijih istraživanja, koja bi tu tvrdnju dijelom mogla dokazati. Ljudožderstvo kod Xixima vezan je uz ratarske obrede, u ovom slučaju uzgoju kukuruza, a sličnih običaja bilo je i kod drugih ratarskih naroda u kojima je postojao kanibalizam i lov na glave, kao što su Naga narodi u Indiji, kod Indijanaca Pawnee na prerijama i drugdje. Žrtva je trebala osigurati plodnost polja.